# Piazza Colonna

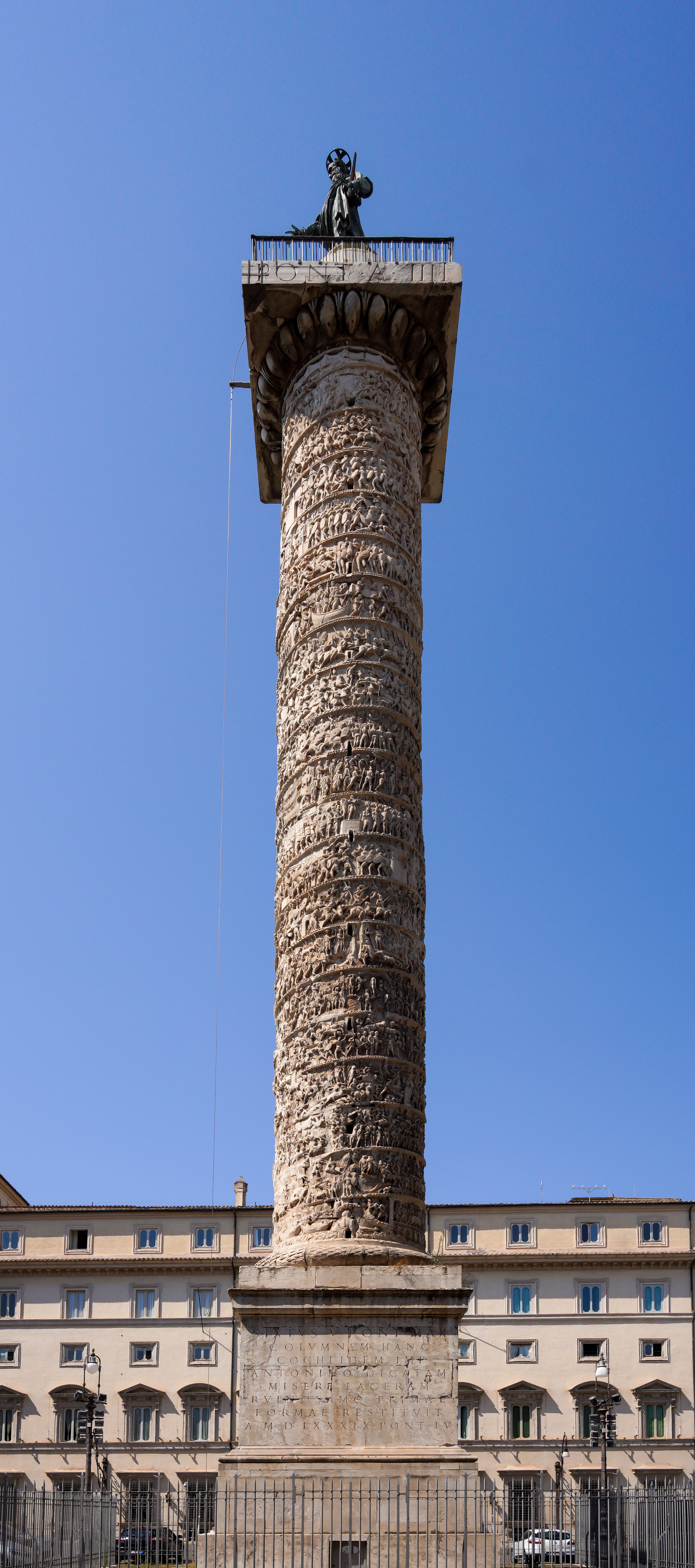
De zuil van Marcus Aurelius met links het Palazzo Chigi

Piazza Colonna is een rechthoekig plein in Rome en is vernoemd naar de zuil van Marcus Aurelius die hier al sinds de oudheid staat. Het plein ligt vlak bij Piazza Venezia en het Pantheon van Rome. Op het plein ligt het Palazzo Chigi, de vroegere ambassade van Oostenrijk-Hongarije en nu regeringsgebouw.
In het midden van het plein staat een fontein.